# Charles Buchwald
Charles (von) Buchwald (født 22. oktober 1880 i Sahl ved Bjerringbro, død 19. november 1951 i Usserød) var en dansk jurist og fodboldspiller, som spillede syv landskampe for Danmark. Han vandt guldmedalje med det uofficielle danske hold i de olympiske mellemlege 1906 og sølvmedaljer ved OL 1908 og 1912. Von Buchwald og Oskar Nielsen er de eneste danskere med tre olympiske medaljer i fodbold.
Han var søn af ejer af Friisholt August Detlev Friis Buchwald og Johanne Marie Charlotte von Arenstorff og blev 1898 student fra Østerbros Latin- og Realskole.

## Fodbold- og cricketspiller
I sin klubkarriere spillede von Buchwald for ØB og AB i København. Han var med til at vinde DBUs fodboldturnering 1898-1999 og 1899-1900.
Von Buchwald var med på det danske landshold ved de olympiske mellemlege 1906 i Athen, som deltager i den uofficielle fodboldturnering, hvor Danmark (bestående af spillere fra KBU) vandt. Danmarks første officielle landskamp blev spillet ved OL 1908, og Danmark vandt med von Buchwald på holdet 9-0 over Frankrig B. Han spillede alle det danske holds kampe i turneringen og var med til at vinde sølvmedaljer. Fire år senere spillede von Buchwald endnu en gang alle holdets kampe ved OL 1912 i Stockholm. I finalen mod Storbritannien blev Buchwald skadet og udgik efter 30 minutters spil, hvor Danmark var bagud med 1-2. Men eftersom reglerne dengang ikke tillod udskiftninger, spillede Danmark kampen færdig med en mand mindre og tabte 2-4.
Von Buchwald var dog på sin tid mest kendt som cricketspiller – sin tids absolut bedste gærdespiller. Han spillede for AB i perioden 1896-1929 og scorede 9758 point, et gennemsnit på 49,84. Han tog i alt 223 gærder, et gennemsnit på 8,84, og scorede 28 centuries, den største var 205 not out. Han var desuden en førsteklasses markspiller og en habil kaster.

## Embedsmand
Buchwald blev cand. jur. 1905, samme år byfogedfuldmægtig i Horsens, 1907 sagførerfuldmægtig i København, 1908 assistent i Ministeriet for offentlige Arbejder, 1916 fuldmægtig, senere tillige ekspeditionssekretær, 1926 kontorchef, 15. januar 1927 Ridder af Dannebrog, 12. maj 1932 Dannebrogsmand og tog afsked fra statstjenesten 1942. 1919 var han blevet overretssagfører, men deponerede sin bestalling. Han var formand for administrationsudvalget for Hirtshals indtil 1947.
Han blev gift 7. april 1914 med Ebba Hilarius-Kalkau (født 8. juli 1883 i Helsingør), datter af oberstløjtnant og formand for Dansk Boldspil-Union Harald Hilarius-Kalkau og hustru f. Verdier.
Han er begravet på Hørsholm Kirkegård.